# Kłodawa
Kłodawa é um município da Polônia, na voivodia da Grande Polônia e no condado de Koło. Estende-se por uma área de 4,32 km², com 6 570 habitantes, segundo os censos de 2016, com uma densidade de 1524,4 hab/km².